# Araik Marutjan
Araik Witali Marutjan oder auch Arayk Witaliyi Marutyan (* 15. August 1992 in Armawir (Hoktemberian)) ist ein deutscher Boxer armenischer Herkunft. Er belegte Ende 2013 Platz 3 der AIBA-Weltrangliste im Weltergewicht und war damit zu diesem Zeitpunkt bestplatzierter Amateurboxer Deutschlands. In der Saison 2013/14 boxte er in der WSB und seit Juni 2015 in der Profiabteilung (APB) der AIBA. Im Juli 2016 qualifizierte er sich zur Teilnahme an den Olympischen Spielen 2016.
Im März 2017 gab er sein Profidebüt.

## Amateurkarriere
Araik Marutjan ist in Armenien geboren, rund 1,79 m groß und trainiert bei der Sportfördergruppe der Bundeswehr und dem BC Traktor Schwerin. Um seine Bekanntheit vor allem im nationalen Raum zu steigern und aus Wiedererkennungsgründen, tritt er unter dem Künstlernamen „Rayko Löwe“ in Erscheinung. Seit 2008 besitzt er die deutsche Staatsbürgerschaft.
Marutjan wurde 2009 Deutscher Jugendmeister im Halbweltergewicht, wobei er sich gegen Erich Lang, Thomas Vahrenholdt und Jewgenij Jabs durchsetzte. 2010 wurde er mit Siegen gegen Ilja Fiberg, Yöreci Aytekin und Artjom Daschjan, Deutscher Meister im Halbweltergewicht. 2012 gewann er die Deutsche Meisterschaft im Weltergewicht, nachdem er Sebastian Knigge, Steven Schwan, Slawa Kerber und Vincenzo Gualtieri besiegt hatte. Auch 2013 konnte er den Deutschen Meistertitel im Weltergewicht erkämpfen, nachdem er sich gegen Abdelilah El Karouia, Serkan Oral, Abass Baraou und Slawa Kerber durchgesetzt hatte.
Sein erster international bedeutender Erfolg war die Goldmedaille im Bantamgewicht, bei den 5. Baltischen Jugendmeisterschaften 2007 in Deutschland. 2009 gewann er eine Bronzemedaille im Halbweltergewicht, bei den 21. Jugend-Europameisterschaften in Polen. Nach Siegen gegen Victor Carapcevschi aus Moldawien (7:0), Muhammet Aydın aus der Türkei (5:1) und Wladimir Margarian aus Armenien (1:0), unterlag er erst im Halbfinale gegen Alexander Besputin aus Russland (3:7).
Im September 2012 erreichte er den zweiten Platz im Weltergewicht bei den 1. Europäischen Militärmeisterschaften in Estland. Drei Monate später nahm er im Weltergewicht an den 1. U22-Europameisterschaften in Russland teil; nach Siegen gegen Waleriu Sirbu aus Moldawien (13:4) und Ričardas Kuncaitis aus Litauen (12:5), schied er im Halbfinale gegen Artem Selenkowski aus Russland (14:17) aus und erhielt somit eine weitere Bronzemedaille.
Im Juni 2013 wurde er in Minsk Vize-Europameister im Weltergewicht. Er besiegte dabei Aleš Kujavec aus Slowenien (t.K.o.), Onur Şipal aus der Türkei (3:0), Saal Kwachatadse aus Georgien (3:0) und Pavel Kostromin aus Weißrussland (2:1), ehe er erst im Finale gegen Alexander Besputin (0:3) ausschied. Einen weiteren Erfolg erzielte er bei den 17. Weltmeisterschaften im Oktober 2013 in Almaty. Nach einem Freilos für die erste Vorrunde, besiegte er anschließend Önder Şipal aus der Türkei, Simeon Chamow aus Bulgarien und Fred Evans aus Wales, ehe er erst im Halbfinale gegen Danijar Jeleussinow aus Kasachstan verlor und somit eine Bronzemedaille im Weltergewicht gewann. Im Dezember 2013 betrug seine Bilanz 105 Siege in 127 Kämpfen.
2016 nahm er an der europäischen Olympiaqualifikation in Samsun teil, verlor aber bereits seinen ersten Kampf gegen Cyrus Pattinson. Bei der APB/WSB-Olympiaqualifikation im Juli 2016 in Venezuela besiegte er Paul Kroll aus den USA sowie Neeraj Goyat aus Indien und erkämpfte sich somit einen Startplatz bei den Olympischen Spielen 2016 in Rio de Janeiro. Dort schied er aber im ersten Kampf gegen Gabriel Maestre aus.
WSB
In der Saison 2013/2014 startete Marutjan für das Team Germany bei der World Series of Boxing. Seinen ersten Kampf gewann er dabei am 16. November 2013 gegen Fehim Chabane von den Algeria Desert Hawks. In seinem zweiten Kampf am 11. Dezember 2013 musste er schließlich eine Niederlage gegen Vincenzo Mangiacapre vom Team Dolce Gabbana Italia Thunder hinnehmen. Am 22. Februar 2014 unterlag er zudem nach Punkten gegen den Weltranglisten-Zweiten Gabriel Maestre aus Venezuela, der für das Team USA Knockouts an den Start ging.
APB
In der neuen AIBA Pro Boxing (APB)-Serie können erstmals Profiboxer um die Qualifikation zur Teilnahme an Olympischen Spielen kämpfen. Nachdem Marutjan den ersten Zyklus in der neu geschaffenen Profiserie wegen einer Mandeloperation verpassen musste, startete er 2015 beim zweiten Durchgang und gewann seinen ersten Kampf am 19. Juni im sibirischen Kemerowo gegen den Iraner Amin Ghasemipour einstimmig nach Punkten. Seinen zweiten Kampf der Serie verlor er jedoch am 24. Juli in Kemerewo gegen den Kubaner Arisnoide Despaigne.
Auswahl int. Turniere
- Juli 2009: 1. Platz im Halbweltergewicht beim 14. Brandenburg Cup in Deutschland
- Februar 2010: 1. Platz im Halbweltergewicht beim 15. Brandenburg Cup in Deutschland
- September 2010: 1. Platz im Halbweltergewicht beim 1. László Papp Turnier in Ungarn, Finalsieg durch K. o. in der ersten Runde gegen Radoslaw Mitkow aus Bulgarien
- März 2012: 2. Platz im Weltergewicht beim 39. Chemiepokal in Deutschland, Finalniederlage gegen Serik Säpijew (15:19)
- Juni 2012: 1. Platz im Weltergewicht beim 4-Nationen-Turnier in Frankreich
- August 2013: 1. Platz im Weltergewicht beim 4. Independence Cup in Moldawien
- Februar 2016: 1. Platz im Weltergewicht beim 60. Bocskai Turnier in Ungarn
- März 2016: 2. Platz im Weltergewicht beim 43. Chemiepokal in Deutschland, u. a. Sieg gegen den amtierenden Weltmeister Mohammed Rabii (2:1)

## Profikarriere
Am 4. März 2017 bestritt Marutjan unter dem Promoter Sauerland Event seinen ersten Profikampf und gewann durch Punktsieg nach verletzungsbedingtem Abbruch. Nach dem Kampf wurde eine Verletzung an der Achillessehne von Marutjan diagnostiziert. Seinen nächsten Kampf konnte er daher erst im Januar 2018 bestreiten.
Im August 2019 verlor er nach Punkten gegen den Briten Alfredo Meli.